# 馬克姆大廈
馬克姆大廈是一座位於南非約翰內斯堡的建築，於1897年建成時是該市最高的建築。這座六層高的建築有一座鐘樓，裡面裝有一個從蘇格蘭進口的大鐘，有東、南、西、北四個面。該鐘樓稱為「馬克姆的愚蠢」，因為其在約翰內斯堡中心區內顯而易見。在鐘樓裡有一個藝術家工作室。在1978年，該建築被拆除。

## 歷史

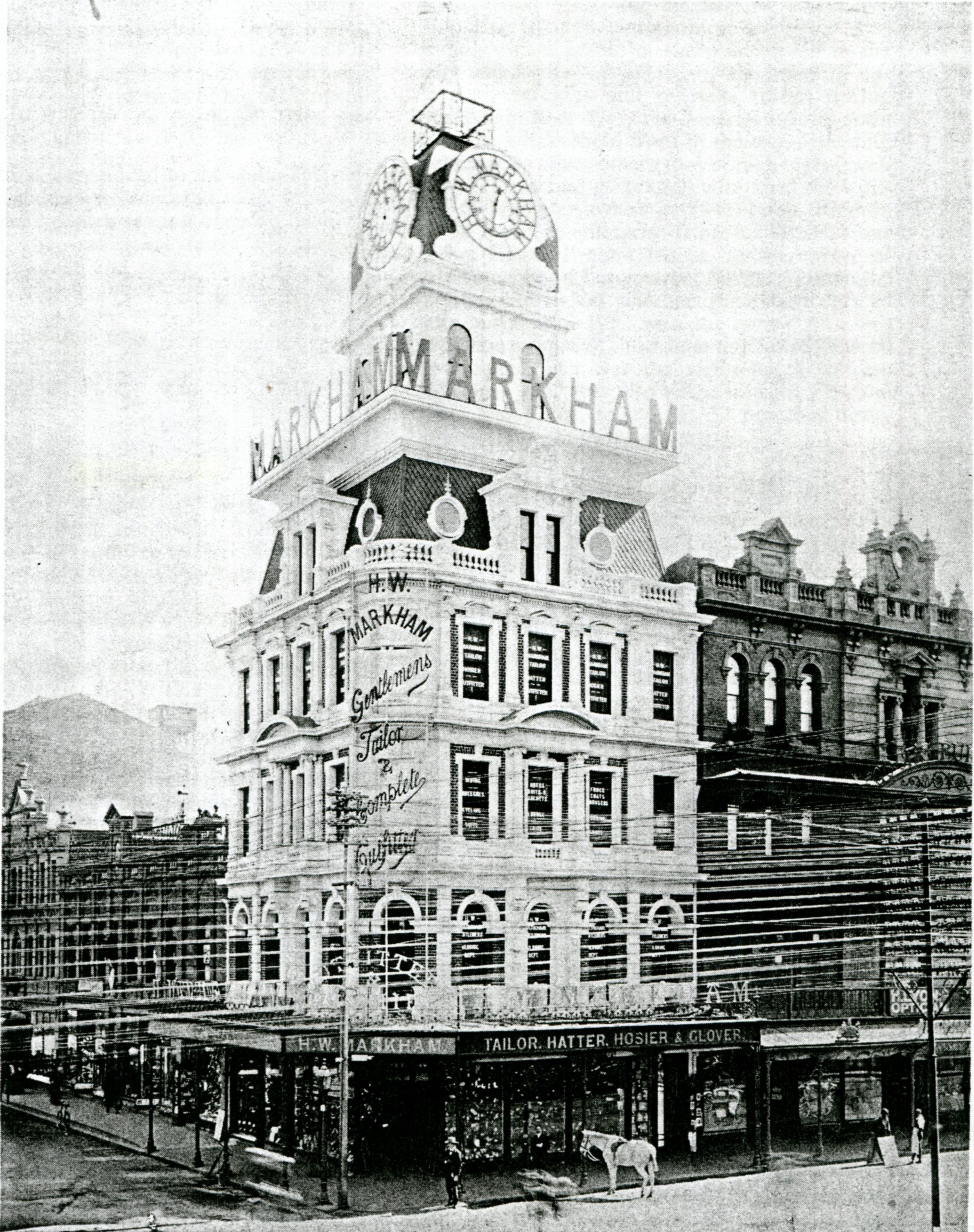
在完成後不久的馬克姆大廈

該建築採用維多利亞時期建築風格建造，由1873年從英國抵達開普敦的亨利·威廉·馬克姆（Henry William Markham）擁有。他成立了一家成功的服裝商，並於1895年決定在約翰內斯堡開設分店。在亨利去世後，他的兒子接管該項業務。

## 建築
馬克姆大廈由開普敦建築師喬治·蘭塞姆設計，此前他曾設計過馬克姆於開普敦的商店。該建築的屋頂屬於第二英帝國風格，在約翰內斯堡中非常獨特。金屬屋頂陡峭傾斜的板塊和舷窗提供了巴黎的氛圍。